# Новое слово (1933—1944)
Новое слово — пронацистская иллюстрированная газета русской эмиграции. Издавалась в Берлине в 1933—1944 годах. Основатель и редактор-издатель — Владимир Деспотули (в 1933—1934 гг. редактором был Евгений Кумминг). 
Периодичность — 1-2 раза в неделю, объём — 8 полос; с апреля 1944 — 6 полос. Всего вышло не менее 642 номеров. 
Большую часть политических и литературных материалов составляли агитационные статьи и рассказы антибольшевистской и антисемитской направленности. Распространялась в Германии и на оккупированных территориях Европы и СССР. От других коллаборационистских газет отличалась более высоким литературным уровнем, так как её делали профессиональные литераторы. Среди авторов — Илья Сургучёв, Владимир Ильин, Валентин Горянский, Николай Февр, Всеволод Блюменталь-Тамарин, Владимир Кадашев (Амфитеатров), Иванов-Разумник, Сергей Голлербах, Иван Шмелёв, Б. Филистинский и др. Редактором шахматного отдела в 1943—1944 годах был Александр Алехин.
По воспоминаниям остарбайтеров, газета иногда распространялась в трудовых лагерях.